# Atrápalo
Atrápalo es una empresa española de viajes y ocio fundada en 2000. La empresa opera en España y en varios países latinoamericanos, como Chile, Colombia, Perú, Panamá, Costa Rica, Guatemala, México y Argentina.
Atrápalo ofrece una variedad de servicios de ocio y viajes, incluyendo vuelos, paquetes vacacionales, opciones combinadas de vuelo y hotel, entradas para eventos, actividades, alquiler de coches y cruceros. La empresa también ofrece soluciones de viajes para empresas y gift cards.

## Historia
Atrápalo fue fundada el 31 de mayo de 2000 por Manuel Roca, Ignacio Giral, Marek Fodor e Ignacio Sala, con una ronda de financiación inicial de 360.000 euros de inversores privados y business angels (inversores ángeles). En 2008, el fondo de inversión Tiger Global adquirió una participación minoritaria en la empresa.
En 2007, Atrápalo amplió su oferta hotelera mediante la incorporación de hoteles urbanos de la cadena Sol Meliá a su plataforma. Esta alianza permitió a los usuarios de Atrápalo acceder a una gama más amplia de opciones de alojamiento en destinos urbanos.
En 2015, Atrápalo fue reconocida como la agencia de viajes con mejor reputación online de España.
En 2017, Atrápalo fue destacada como una de las mejores páginas web para ahorrar dinero en la compra de billetes de avión por el diario El Español. Al mismo tiempo, la plataforma figuró entre las cinco mejores apps móviles para comparar precios y comprar billetes.
En 2017, Atrápalo registró unos ingresos de 335 millones de euros, lo que representa un crecimiento del 10% en comparación con el año anterior.
En abril de ese mismo año, Atrápalo y la embajada de Perú en España apoyaron una cena benéfica organizada por chefs peruanos en Madrid para recaudar fondos para las víctimas de las inundaciones en Perú. El evento, celebrado en el restaurante Tanta, contó con el reconocido chef Gastón Acurio.
En 2018, Atrápalo.pe se asoció con varias aerolíneas para ofrecer vuelos desde S/9,90, promoviendo opciones de viaje asequibles para los clientes en Perú para impulsar el turismo y la accesibilidad en la región.
En 2018, PromPerú anunció una asociación estratégica con Atrápalo.pe para ofrecer vuelos desde 18 dólares. Esta iniciativa tuvo como objetivo impulsar el turismo nacional e internacional a través de ofrecer opciones de viaje asequibles, haciendo que los vuelos sean más accesibles para un público más amplio en Perú. En febrero, la empresa descartó su venta y lanzó, en su lugar, una nueva página web de reservas hoteleras llamada "Catch It i" centrada en el mercado europeo. En 2018, Atrápalo aumentó sus ingresos un 8%, alcanzando un total de 340 millones de euros. La empresa fue reconocida por convertir con éxito las entradas de eventos no vendidas en un negocio rentable. Al ofrecer estas entradas sobrantes a precios reducidos, la empresa atrajo a compradores de última hora y maximizó los ingresos de eventos que, de otro modo, habrían tenido asientos vacíos.
En 2019, los fundadores de Atrápalo recuperaron el control total de la empresa mediante la adquisición del 100% de sus acciones. Este movimiento se produjo tras la recompra de acciones al fondo de inversión Tiger Global, que había mantenido una participación minoritaria desde 2008. Con esta adquisición, los fundadores pretendían tener la propiedad completa y el control estratégico sobre la futura dirección de la empresa.
En 2020, Atrápalo puso en marcha diversas estrategias para hacer frente a los retos planteados por la pandemia del COVID-19. La empresa se centró en adaptar sus servicios al cambiante panorama de los viajes, ofrecer reservas flexibles y mejorar la atención al cliente para mantener sus operaciones durante la crisis mundial.
En febrero, Atrápalo lanzó su metabuscador, que permite a los usuarios comparar precios entre diversos servicios de viajes, como vuelos, hoteles y coches de alquiler.
Ese mismo año, Atrápalo se situó entre las agencias de viajes online (OTA, por sus siglas en inglés) más seguidas en las redes sociales, según Agent Travel.
En 2023, Atrápalo fue reconocida por la Organización de Consumidores y Usuarios de España (OCU) como una de las mejores páginas web de reservas de viajes.

## Premios
| Año  | Entidad      | Premio      | Proyecto                                                | Categoría                           |
| ---- | ------------ | ----------- | ------------------------------------------------------- | ----------------------------------- |
| 2011 | EL SOL       | Plata       | Atrápalo - ¡Lárgate!                                    | Campañas. Hábitat y bienestar.      |
| 2009 | CANNES LIONS | Bronce      | Atrápalo - Atrapantes                                   | Campañas Interactivas – Cyber Lions |
| 2009 | EL SOL       | Gran Premio | Atrápalo - Atrapantes                                   | Marketing Promocional               |
| 2008 | CANNES LIONS | Bronce      | Atrápalo - El primer concurso de TV que no sucede en TV | Medios                              |